# Närsjö gård

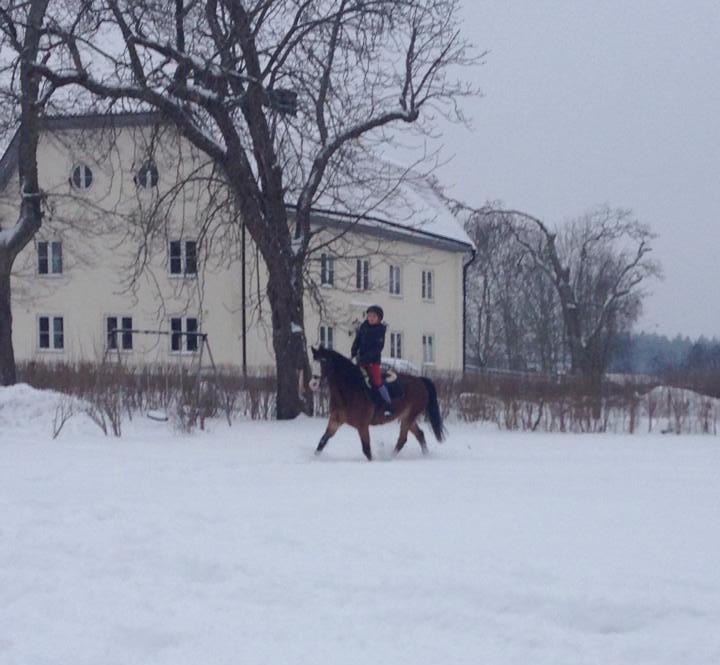
Närsjö gård

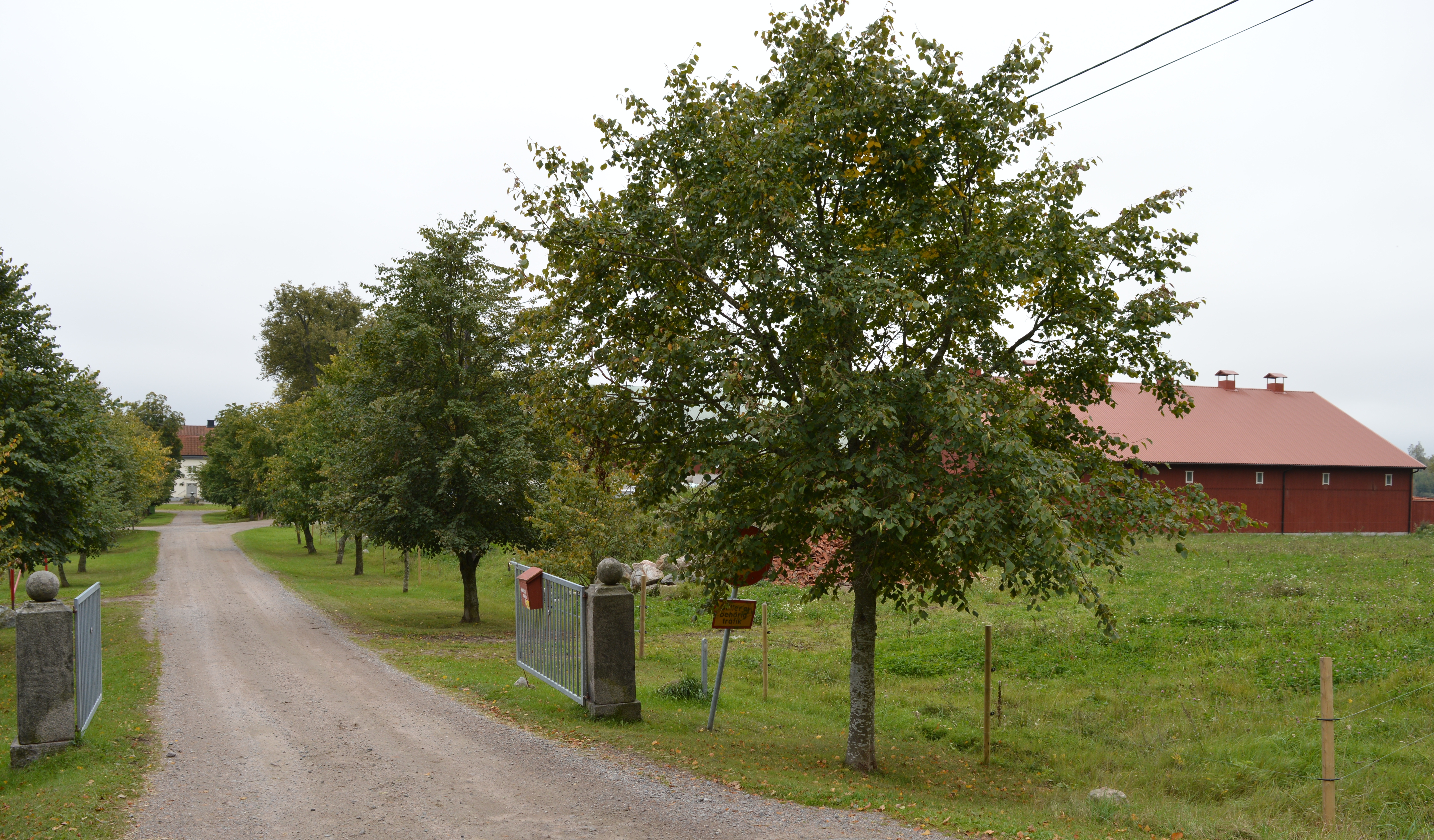
Närsjö gård.

Närsjö gård är en herrgård i Gillberga socken, Eskilstuna kommun, invid Närsjöfjärden.
Huvudbyggnaden är vitputsad i två våningar med brutet tak och uppförd i början av 1800-talet över en äldre källare. De båda små flyglarna är äldre. Från 1928 ägdes herrgården av familjen Paus i många år. Karl Paus väg vid herrgården är uppkallad efter godsägaren Karl Paus.